# Adrián Crowley
Adrián Crowley Carrasco (* 17. Mai 1988 in Irún/Spanien) ist ein ehemaliger spanischer Handballspieler. Er wurde als Linksaußen eingesetzt.
Adrián Crowley begann in seiner Heimatstadt mit dem Handballspiel. Für den örtlichen Erstligisten Bidasoa Irún debütierte er 2006 auch in der spanischen Liga ASOBAL. Noch im selben Jahr wechselte Crowley zum Spitzenverein SDC San Antonio. Mit den Männern aus Pamplona zog er 2007 ins Halbfinale der EHF Champions League ein, scheiterte aber am deutschen THW Kiel. Dennoch war Crowley auf seiner Position nur zweite Wahl hinter Javier Ortigosa, sodass er 2008 – im Tausch gegen Ivan Nikčević – zu BM Ciudad de Almería wechselte. Doch nach nur einem Jahr kehrte er zurück zum SDC San Antonio. Nach dem Rückzug San Antonios 2011 kehrte er zu Bidasoa Irún zurück. Im Jahr 2021 beendete er seine Karriere.
In der Liga Asobal, Spaniens höchster Spielklasse, war er von 2006 bis 2021 in 250 Partien eingesetzt und erzielte darin 461 Tore.